# Olenosus serrimanus
Olenosus serrimanus är en skalbaggsart som beskrevs av Bates 1872. Olenosus serrimanus ingår i släktet Olenosus och familjen långhorningar.
Artens utbredningsområde är:
- Costa Rica.
- Guatemala.
- Honduras.
- Nicaragua.

Inga underarter finns listade i Catalogue of Life.